# Казка
Казка (стилизовано: KAZKA, срп. превод: бајка) украјински је бенд који изводи поп са елементима електро-фолка.  

## Историја бенда
Казка сe појављује 1. марта 2017. са својом дебитантском песмом „Свята“, која постаје хит у Украјини. У почетку су бенд чинили вокал Олександра Заритска и мултиинструменталиста Никита Будаш (гитара, клавијатура), који се такође бави аранжирањем и звуком. 
Године 2017. године бенд је учествовао у украјинској верзији Икс фактора. Након резултата гласања гледалаца, бенд је напустио емисију у 5. епизоди. 
Крајем године, од стране онлајн магазина Карабас Лајв, бенд је проглашен за "Најбољи деби године". 
Бенд је постигао успех са песмом "Плакала". Музички спот за песму "Плакала" постао је први видео на украјинском језику који је добио преко 200 милиона прегледа на Јутјубу.  
Борис Барабанов, сумирајући резултате за 2018. годину, назвао је песму „Плакала“ једном од 16 најбољих нумера у протеклој години. Он је напоменуо да је песма постала најпопуларнија песма на руским радио станицама и да је ово прва песма на украјинском језику за много година, која је доспела на врх руских топ листа. 
Године 2019., бенд се такмичио у на Видбиру како би покушао да представља Украјину на такмичењу за песму Евровизије 2019. године. Завршили су на 3. месту. Након што су победник и другопласирани одбили понуду емитера да представљају Украјину на Евровизији, Казка је такође одбила њихову понуду. 

## Чланови бенда
- Олександра Заритска — главни вокал
- Микита Будаш — клавијатуре, гитара
- Дмитро Мазуријак — дувачки инструменти (2018-данас)

## Дискографија

### Студијски албуми
| Назив   | Година |
| ------- | ------ |
| Карма   | 2018   |
| Нирвана | 2019   |
| Свит    | 2021   |